# Bube, Dame, Hörig
Bube, Dame, Hörig war eine tägliche Spielshow auf Sat.1. Sie wurde von 1996 bis 1999 im Vormittagsprogramm um 10.30 gesendet und war eine Adaption der US-Gameshow Card Sharks. Der Name der Sendung nimmt zum einen Bezug auf Spielkarten, die ein fester Bestandteil der Sendung waren, und zum anderen auf den Moderator Elmar Hörig.
Es gab zwei Assistentinnen: Zuerst begleitete „Mio“ mit durch die Sendung, in späteren Folgen Barbara Schöneberger. Ihre Aufgabe war das Wenden von Karten an der Spielwand.

## Spielablauf
In dieser Sendung spielten zwei Kandidatenpaare gegeneinander. Der Spielverlauf bestand aus zwei Abläufen. Zunächst musste ein Umfrageergebnis eingeschätzt werden, um weiterspielen zu dürfen. So sollte beispielsweise erraten werden, wie viel Prozent der Deutschen ihren nächsten Urlaub in der Karibik verbringen möchten. Ein Kandidatenpaar tippte auf eine Prozentzahl, das zweite Team musste nun erraten, ob das tatsächliche Ergebnis höher oder tiefer ist. Das Ergebnis bestimmte, welches Kandidatenpaar das folgende Spiel an der Kartenwand beginnen durfte.
Nun wurde an einer Kartenwand weitergespielt, in der fünf verdeckte Karten in zwei Reihen lagen. Je eine Reihe war für ein Kandidatenpaar bestimmt. Die erste Karte wurde aufgedeckt und konnte gegen eine neue Karte getauscht werden. Das Paar musste nun tippen, ob der Kartenwert der nächsten Karte höher oder tiefer ist als der Wert der vorangegangenen. Hierbei kam es durchaus vor, dass auf eine Karte eine weitere gleichwertige Karte folgte. In diesem Fall wurden beide Einschätzungen von „höher“ und „tiefer“ als falsch gewertet. Wenn sie richtig lagen, durften sie weiter spielen. Lagen sie falsch wurde das Spiel gestoppt und das zweite Kandidatenpaar spielte mit der eigenen Kartenreihe nach dem gleichen Prinzip, durften aber die erste Karte nicht mehr tauschen. Nach dessen Spiel wurde wieder eine neue Umfrage gestellt.
Die Kartenreihe eines Kandidatenpaars konnte nicht in einem Durchgang durchgespielt werden, da dieser spätestens vor der letzten Karte angehalten wurde. Setzte ein Paar an der letzten Karte fort, durfte auch diese gegen eine neue Karte getauscht werden. Wurde der Wert der letzten Karte korrekt eingeschätzt, gab es einen Punkt. Das Paar, das zuerst zwei Punkte hatte, spielte im Finale. 

### Finale
An der Kartenwand des Finales befanden sich drei Reihen, von denen auf den untersten beiden Reihen je drei verdeckte und auf der obersten Reihe eine verdeckte Karte stand. Auch hier bekam das Kandidatenpaar eine Basiskarte, die sie gegen eine neue tauschen durfte. Neben der Einschätzung, ob der Kartenwert der nachfolgenden Karte höher oder tiefer ist, musste das Paar zusätzlich bei jeder Karte einen Geldbetrag setzen, den sie bei richtiger Antwort erhielten oder bei falscher Antwort vom Konto abgezogen wurde. Als Ausgangsbasis erhielt das Paar 150 DM. Dieser Betrag konnte bei korrekter Beantwortung einer Frage auf 200 DM aufgestockt werden. Pro Karte mussten mindestens 50 DM gesetzt werden.
Erreichte das Paar das Ende der untersten Reihe, wurde die Karte als Ausgangskarte der mittleren Reihe weiter benutzt. Zusätzlich erhielt das Paar weitere 200 DM auf das Konto. Auch diese Ausgangskarte durfte getauscht werden, der restliche Ablauf bis zum Ende der Reihe war identisch zur unteren Reihe.
Wurde genügend Geld (4.000 DM) erspielt, durfte die Finalkarte gespielt werden, bei der man ein Auto gewinnen konnte. Hierzu war es erforderlich, dass der Kontostand bei der letzten Karte der untersten Reihe mindestens 300 DM betrug, damit bis zum Ende der mittleren Kartenreihe ein Guthaben von 4.000 DM aufgebaut werden konnte. Die letzte Karte der mittleren Reihe wurde als Spielkarte für die verbleibende verdeckte Finalkarte in der obersten Reihe verwendet und durfte nicht mehr getauscht werden. Das Auto wurde gewonnen, wenn auch die letzte Einschätzung des Kandidatenpaars korrekt war. Wurde das Auto nicht beim ersten Anlauf gewonnen, so durfte das Kandidatenpaar noch zwei weitere Male antreten.
Der mögliche Höchstgewinn lag bei 14.400 DM, wenn das Kandidatenpaar die Anfangsfrage korrekt beantwortet hatte und daher mit 200 DM das Finale begann und durch Einsatz des gesamten Kontostands alle Kartenwerte richtig eingeschätzt hatte.

## Neuauflage
- Eine Neuauflage der Show war 2007 Bestandteil des Gameshow-Marathon auf ProSieben, bei der Elmar Hörig einen Gastauftritt hatte.